# Discographie d'Alexia
Cet article traite de la discographie d'Alexia, chanteuse de pop Italienne, comprend l'ensemble des disques publiés au cours de sa carrière. Ce sont donc 14 albums studio, 3 compilations et une quarantaine de singles qui composent cette discographie.

## Albums studio
- Fan Club (1997)
- Remix Album 98 (1998)
- The Party (1998)
- Happy (1999)
- The Hits (2000)
- Mad For Music (2001)
- Alexia (2002)
- Il Cuore A Modo Mio (2003)
- Gli Occhi Grandi Della Luna (2004)
- Da Grande (2005)
- Le Piu' Belle Di (2007)
- Alè (2008)
- Collections (2009)
- Ale & C (2009)
- Stars(Alexia album) (2010)
- iCanzonissime (2013)
- Tu Puoi Se Vuoi (2015)
- Quell' Altra (2017)
- My Xmas (2022)
- My Xmas (Deluxe Edition) (2023)

## Singles

### Années 1990
| Année | Single             | Classement | Classement | Classement | Classement | Classement | Classement | Classement | Classement | Classement | Classement | Classement | Certifications            | Album     |
| Année | Single             | AUS        | AUT        | CAN        | FIN        | FRA        | ITA        | NED        | SPA        | SUI        | SWE        | UK         | Certifications            | Album     |
| ----- | ------------------ | ---------- | ---------- | ---------- | ---------- | ---------- | ---------- | ---------- | ---------- | ---------- | ---------- | ---------- | ------------------------- | --------- |
| 1995  | "Me and You"       | —          | —          | —          | —          | —          | 1          | —          | 1          | —          | —          | —          |                           | Fan Club  |
| 1996  | "Summer Is Crazy"  | —          | 36         | —          | 3          | 31         | 1          | —          | 2          | 25         | —          | —          |                           | Fan Club  |
| 1996  | "Number One"       | —          | —          | 19         | 2          | 36         | 4          | —          | 4          | —          | —          | —          |                           | Fan Club  |
| 1997  | "Uh La La La"      | 17         | 6          | 21         | 2          | 13         | 5          | 15         | 1          | 16         | 5          | 10         | - FRA: Silver - SWE: Gold | Fan Club  |
| 1998  | "Gimme Love"       | —          | —          | —          | 6          | —          | 1          | —          | 1          | 38         | 37         | 17         |                           | The Party |
| 1998  | "The Music I Like" | —          | —          | —          | —          | —          | 1          | —          | 2          | —          | —          | 31         |                           | The Party |
| 1998  | "Keep On Movin'"   | —          | —          | —          | —          | —          | —          | —          | 6          | —          | —          | —          |                           | The Party |
| 1999  | "Goodbye"          | —          | —          | —          | —          | —          | 7          | —          | —          | —          | —          | —          |                           | Happy     |
| 1999  | "Happy"            | —          | —          | —          | —          | —          | 11         | —          | —          | —          | —          | —          |                           | Happy     |
|       |                    |            |            |            |            |            |            |            |            |            |            |            |                           |           |

### Années 2000
| 2000 | "Ti Amo Ti Amo"       | —  | 12 | —  | The Hits                    |  |  |  |  |  |  |  |  |  |
| 2000 | "Non ti dimenticherò" | —  | 34 | —  | Come Fa Bene L'amore        |  |  |  |  |  |  |  |  |  |
| 2001 | "Money Honey"         | —  | 21 | 85 | Mad For Music               |  |  |  |  |  |  |  |  |  |
| 2001 | "Summerlovers"        | —  | —  | —  | Mad For Music               |  |  |  |  |  |  |  |  |  |
| 2002 | "Dimmi come…"         | —  | 4  | —  | Alexia                      |  |  |  |  |  |  |  |  |  |
| 2002 | "Non Lasciarmi Mai"   | —  | —  | —  | Alexia                      |  |  |  |  |  |  |  |  |  |
| 2002 | "Don't You Know"      | 70 | —  | —  | Alexia                      |  |  |  |  |  |  |  |  |  |
| 2003 | "Per Dire Di No"      | —  | 11 | 83 | Il Cuore A Modo Mio         |  |  |  |  |  |  |  |  |  |
| 2003 | "Egoista"             | —  | 46 | —  | Il Cuore A Modo Mio         |  |  |  |  |  |  |  |  |  |
| 2004 | "Come Tu Mi Vuoi"     | —  | 49 | —  | Gli Occhi Grandi Della Luna |  |  |  |  |  |  |  |  |  |
| 2005 | "Da Grande"           | —  | 18 | —  | Da Grande                   |  |  |  |  |  |  |  |  |  |
|      |                       |    |    |    |                             |  |  |  |  |  |  |  |  |  |